# 表佐村
表佐村（おさむら）は、かつて岐阜県不破郡に存在した村である。
現在の垂井町の南東部に該当する。
相川沿い（西岸）の村であった。

## 沿革
- 江戸時代末期、天領であった。
- 1889年（明治22年）7月1日 - 町村制により成立。
- 1954年（昭和29年）9月10日 - 垂井町、岩手村、府中村、宮代村と合併し、改めて垂井町が発足。同日表佐村廃止。

## 学校
- 表佐村立表佐小学校　（現・垂井町立表佐小学校）

中学校は垂井町の組合立不破中学校（現・垂井町立不破中学校）